# 扁枝衣
扁枝衣（學名：Evernia mesomorpha）是一種可以形成枝狀地衣的真菌，屬於子囊菌门茶漬綱茶渍目梅衣科扁枝衣屬，與共球藻属的綠藻形成地衣。
它具有世界分布。

## 形態

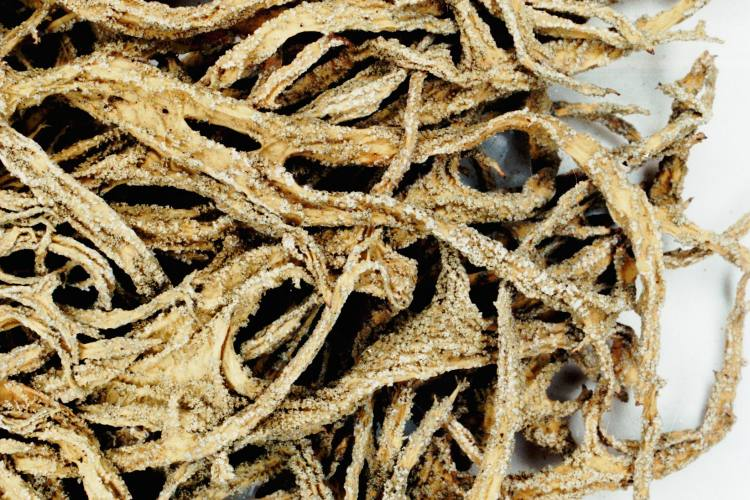
紐約植物園中的扁枝衣標本

本種與共球藻属綠藻形成的地衣呈黃綠色至黃棕色，尖端顏色較基部深，外形多下垂，呈叢狀，並有許多不規則或二叉的分枝，多皺褶與縱向凹槽，每叢長度約為4-10公分，粗為0.5-1.5毫米，其上有黃色至灰色的粉芽，髓絲層則為白色且較鬆散。本種中地衣與一些同屬其他種地衣均含有松蘿酸與柔扁枝衣酸（divaricatic acid）。

## 生態
扁枝衣對空氣污染的耐受度比鬍鬚地衣高，因此較常在都市附近出現，多生長在有陽光照射的樹木樹幹、樹枝上，在北美洲分布於美國北部與加拿大等溫帶與寒帶地區，也分布於印度北部與東北部山區、中國與北歐等地，其中極地的個體長度較短。扁枝衣在野外會為馴鹿所啃食。

## 應用
加拿大西北部的契帕瓦人會從樺木上採集扁枝衣，經煎煮、冷卻後滴在眼睛上以治療雪盲。中醫也會使用扁枝衣入藥以治療咳嗽、發炎與蛇咬等。在中國，扁枝衣還因含有一些揮發性成分而被用於香料工業中。

## 近缘物种
同属物種中，橡苔形態與本種類似，但比較少見，其形態較扁平、背腹分明且有些凹痕，本種表面則較多稜角。橡苔的表面也常有粉芽，但通常集中在同一區域，不像本種的粉芽散播於全株表面。裸扁地衣（Evernia esorediosa）也生長於溫帶與寒帶，與本種相比，裸扁地衣較常形成子囊盤（apothecium），本種則較常形成粉芽，較少形成子囊盤。2005年一則研究以rDNA序列分析扁枝衣屬物種間的親緣關係，結果顯示該屬中，扁枝衣與裸扁地衣的關係較近，來自兩物種的許多樣本共同形成一個演化支。Evernia perfragilis的質地較本種硬、脆，乾燥時即容易斷成碎片，且髓絲層較緊密，此物種與柔扁枝衣、裸扁地衣皆未有發現粉芽。